# Power of the Dollar
Power of the Dollar es el nombre de un mixtape del rapero 50 Cent. Es su primer proyecto musical, y puede considerarse como su primer paso a la música, producido por Columbia Records.

## Trasfondo
El álbum es considerado por 50 Cent's como "puro" hip-hop, ya que él estaba envuelto en el mundo criminal durante su grabación.
En el tema "How to Rob", menciona a muchas figuras de la industria musical, y cómicamente explica como él les roba. Raperos como Jay-Z, Big Pun, DMX, afiliados de Wu-Tang Clan y The American Cream Team contestan a la canción. La canción estaba destinada a ser lanzada con "Thug Love" con Beyoncé Knowles, pero dos días antes de filmar el video de "Thug Love", 50 Cent fue baleado y tuvo que ser confinado en un hospital debido a sus heridas. La canción "Ghetto Qu'ran", se ha especulado que fue la razón del tiroteo.
En el hospital 50 Cent debía firmarle a Columbia Records, pero después, en vez de firmar, envió un mensaje diciendo que le habían disparado.

## Lista de canciones
| LP Unreleased |                                            |                |          |  |
| N.º           | Título                                     | Productores    | Duración |  |
| 1.            | «Intro»                                    |                | 1:11     |  |
| 2.            | «The Hit»                                  | Randy Allen    | 3:41     |  |
| 3.            | «The Good Die Young»                       | Al West        | 4:02     |  |
| 4.            | «Corner Bodega (Coke Spot)»                | L.E.S.         | 1:36     |  |
| 5.            | «Your Life's on the Line»                  | Terence Dudley | 3:38     |  |
| 6.            | «That Ain't Gangsta»                       | Trackmasters   | 3:25     |  |
| 7.            | «As the World Turns» (featuring Bun B)     | Red Spyda      | 4:20     |  |
| 8.            | «Ghetto Qu'ran (Forgive Me)»               | Trackmasters   | 4:34     |  |
| 9.            | «Da Repercussions»                         | Kurt Gowdy     | 3:28     |  |
| 10.           | «Money by Any Means» (featuring Noreaga)   | Trackmasters   | 4:03     |  |
| 11.           | «Material Girl» (featuring Dave Hollister) | Trackmasters   | 4:35     |  |
| 12.           | «Thug Love» (featuring Destiny's Child)    | Rashad Smith   | 3:16     |  |
| 13.           | «Slow Doe»                                 | Trackmasters   | 3:54     |  |
| 14.           | «Gun Runner» (featuring Black Child)       | Trackmasters   | 1:55     |  |
| 15.           | «You Ain't No Gangsta»                     | Sha Self       | 3:37     |  |
| 16.           | «Power of the Dollar»                      | Trackmasters   | 3:26     |  |
| 17.           | «I'm a Hustler»                            | DJ Scratch     | 3:55     |  |
| 18.           | «How to Rob» (featuring The Madd Rapper)   | Trackmasters   | 4:25     |  |

EP Versión

| EP Release |                                   |                |          |  |
| N.º        | Título                            | Producer(s)    | Duración |  |
| 1.         | «Thug Love»                       | Rashad Smith   | 3:16     |  |
| 2.         | «I'm a Hustler»                   | DJ Scratch     | 3:46     |  |
| 3.         | «Da Heatwave» (featuring Noreaga) | Erick Sermon   | 3:56     |  |
| 4.         | «Your Life's on the Line»         | Terence Dudley | 3:44     |  |
| 5.         | «How to Rob»                      | Trackmasters   | 4:24     |  |